# Malojapasset
Malojapasset (tyska: Malojapass, italienska: Passo del Maloja (äldre variant:Passo del Maloggia), rätoromanska: Pass dal Malögia), är ett bergspass i sydöstra Schweiz. Passet skiljer dalarna Engadin med floden Inn från Val Bregaglia längs floden Mera i Pos avrinningsområde och ligger i förvaltningsregionen Maloja i kantonen Graubünden. Malojapasset ligger 1 815 meter över havet. Vägen är den lägsta passförbindelsen i Schweiz mellan alpernas nordsida och Pos avrinningsområde.
Vägen över passet lutar maximal 9 %.

## Omgivning
På passhöjden ligger byn Maloja, i närheten sjön Silsersee. Tillfarterna till Malojapasset har mycket olika lutning: Sydvästsidan mot Val Bregagalia är en brant serpentinväg. Passets nordvästsida, i Engadin, är en bred dal med stora sjöar, där dalbotten bara lutar svagt. Närmaste större ort är St. Moritz, 15,3 km nordost om Malojapasset.

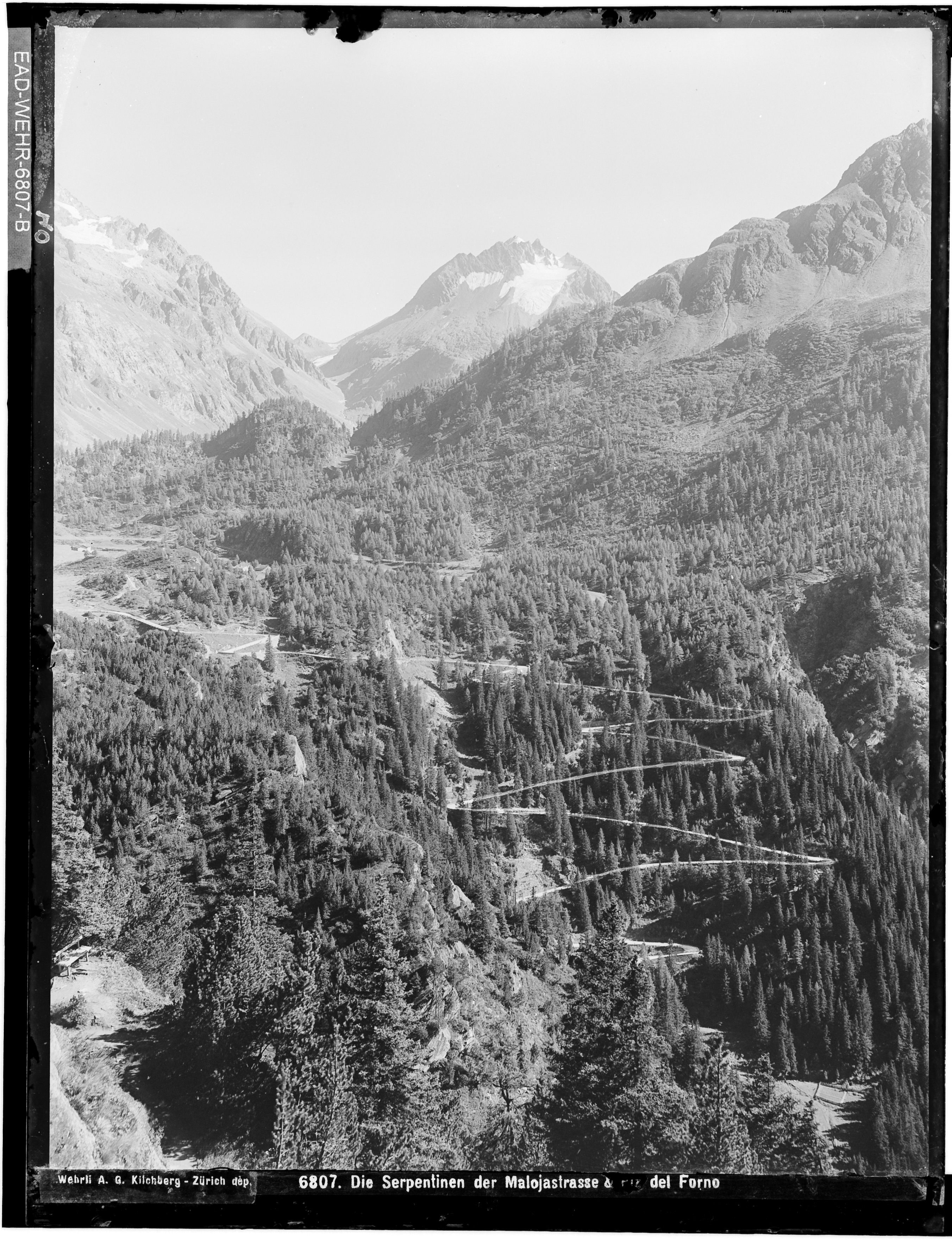
Serpentinvägen på passets västsida, 1906

## Kommunikationer
Passvägen, som normalt är öppen vintertid, är den enda schweiziska vägförbindelsen till Val Bregaglia. Postbussar trafikerar sträckan St. Moritz - Maloja - Chiavenna (Italien). Närmaste järnvägsstation i Engadin är St. Moritz och i sydväst, Chiavenna.

## Historia
Passet, som var en viktig transportled redan under romartiden, omnämns år 1244 som malongum. Ordets etymologi är förromersk. År 1648 omnämns ett härbärge på passet. Nuvarande passväg anlades 1828. När vägtunnlarna under St. Bernardino och St. Gotthard öppnats, 1967 respektive 1980, minskade passtrafiken.